# Királfy Imre
Királfy Imre (eredeti nevén: Königsbaum Imre; Pest, 1845. január 1. – Brighton, 1919. április 27.) magyar származású impresszárió, (előadóművészek fellépéseit megszervező, gazdasági ügyeit intéző személy) producer, díszlet- és látványtervező, musical zeneszerző és építész. Vezetésével épült fel a híres White City stadion, amely az 1908-as londoni olimpiára készült egészen különleges építészeti megoldásokkal. Az aréna az első olimpiai stadion volt Londonban.

## Életútja

### Korai évek
Királfy egy gazdag, zsidó ruhakészítő család első gyermekeként született. Édesapja Königsbaum Jákob, az 1848-49-es magyar forradalom lelkes támogatója volt. A szabadságharc bukása után szabadságvesztésre ítélték és letartóztatták, de hajszál híján megmenekült az osztrák hatóságok elől. A szabadságharcot követő megtorlások során, a családi vállalkozás csődbe ment és a család elszegényedett.
A két legidősebb gyermek, Imre és Balázs évekig autodidakta módon gyakorolták a táncot, amikor édesapjuk felfedezte és azonnal táncórákra íratta be az ifjú tehetségeket. Hamarosan olyan nyilvános helyszíneken léptek fel, mint például a Magyar Cirkusz. A szülők kitartóan támogatták fiaik karrierjét, és teljesen feladták a ruházati üzletüket, hogy a fivérek európai turnéit finanszírozni tudják.
A kis Imre, első színpadi szereplésekor még csak négyéves volt, amikor Weber daljátékában a Preciosia-ban debütált, mint cigánygyermek. Mindez egy németországi turnéhoz vezetett, melynek során, még IV. Frigyes Vilmos király előtt is fellépett.
Ezek után a gyermekek Imrével az élen, táncos-énekes csodagyerekekként járták Kelet– és Nyugat Európát, édesanyjuk Weisberger Anna Róza irányítása alatt. Először öccsével Németország és Ausztria nagyobb városaiban léptek fel. Később nővérei: Haniola, Emilia, Katie és a legfiatalabb testvérük Arnold is csatlakoztak Imre és Bolossy táncos vállalkozásához. A hét testvér közül csak Ronald maradt érdektelen. Hogy elrejtsék családi kötődésüket a forradalmár apjuktól, az egész család felvette a Királfy nevet.
Királfy Imre előadóművészi tehetsége korán megmutatkozott, különösen a zenében és a táncban. Nyolcéves volt, amikor arról álmodozott, hogy bűvész szeretne lenni, de aztán a zene mellett döntött. Tanult zongorára és hegedűre komponálni, majd 14 éves volt, amikor Milánóban egy zenekar az ő kompozícióját játszotta. Zenei tanulmányait Budapesten, Bécsben és Párizsban végezte.
1867-ben a párizsi világkiállításon szeretett bele a látványos, nagy tömegeket megmozgató rendezvényekbe. Az akkor 22 éves fiatalembert, a Champ-de-Mars-on látottak inspirálták arra, hogy választott szakmája a rendezvényszervezés legyen. Egy évvel később öccsével Királfy Balázzsal (Bolossy Kiralfy 1848-1932), kisebb méretekben ugyan, de egy egyhetes városi fesztivál, különböző eseményeinek szervezésével próbálkozott Brüsszelben. Bár a brüsszeli rendezvény sikeres volt Európában, Királfy nem látott benne jövőt, így 1869 májusában öccsével együtt New York-ba utazott.

### Az Egyesült Államokban
Királfy az elkövetkező 25 évben az Egyesült Államokban tevékenykedett. Itt még négy éven keresztül Királfy Brothers néven folytatta fivérével szórakoztató vállalkozásukat, amíg 1873-ban le nem szerződtek a New York-i Niblo’s Garden nevű színházhoz, a Broadway-n. Itt szerepeltek a „The Black Crook” című darabban, amelyben zenés-táncos betétekkel segítették elmondani a történetet és tették az előadást igen látványossá és sikeressé.
1872-ben feleségül vett egy angol nőt, (Marie Graham 1851-1942) és kilenc gyermekük született, de csak hat érte meg a felnőttkort.
Királfy csakhamar nevet szerzett magának zeneszerzőként, és impresszárióként. Főleg musical darabokat állított színpadra. Elképesztő speciális effektekkel készült produkció volt az Özönvíz, vagy más néven Az elveszett paradicsom (1874).
Jules Verne regényeinek adaptációi közül a Nyolcvan nap alatt a Föld körül (1877), az Utazás a Holdba (1877), a Sztorgof Mihály (1882), és a Sándor Mátyás (1888) történeteit vitte színre.

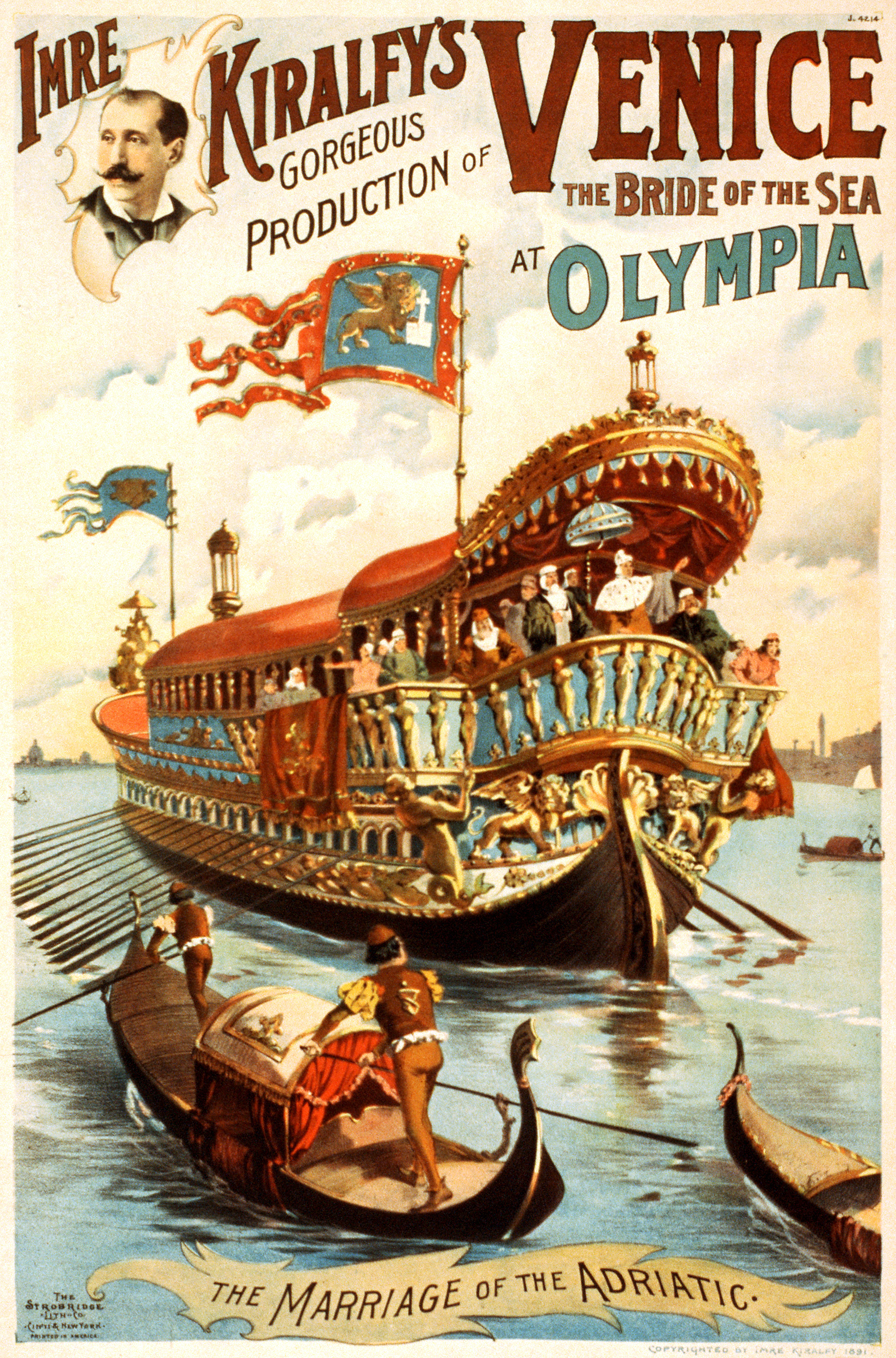
Királfy egyik produkciójának plakátja (1891)

A Királfy Brothers további látványos sikerei voltak: Velence, a tenger menyasszonya (Venice the bride of the sea – 1891), Babilon bukása (The Fall of Babylon – 1891), Nero és az égő Róma (Nero and the Burning of Rome – 1892). Tengeri győzelmünk (Our Naval Victories – 1898).
Az 1893-as a chicagói világkiállításon a cirkuszi múlttal rendelkező Phinias Taylor-Barnum-mal közösen, színre vitte Amerika 400 éves történetét, 400 Years of American History címmel, amely Kolumbusz Kristóf partraszállásának négyszázadik évfordulója alkalmából készült. A darabot – mint a legtöbb produkcióját – maga Királfy írta, és hatalmas sikereket aratott.
A Kiralfy testvérek által készített extravagáns színpadi képeket bonyolult jelmezek, nagyszerű színpadi hatások és látványos speciális effektek jellemezték, amely a közönség számára igencsak vonzó volt. A nagy sikerek után azonban a testvérek művészi különbözőségek miatt szétváltak.

### Angliában
A századfordulón Királfy visszatért az öreg kontinensre, és Londonba érkezve elkezdte meghonosítani a chicagói kiállításon látottakat. Több látványos és szórakoztató létesítményt hozott létre, többek között egy miniatűr Velencét, elvarázsolt kastélyt (melyre monopóliumot is szerzett), óriáskereket, csónakcsúszdát, de ő hívta el Európába Buffalo Bill vadnyugati show-ját, vagy a Brostock cirkusz vadállat bemutatóját is, mely a többi látványosság mellett az általa újjáépített kiállítási komplexumban, az Earl’s Court-on találtak otthonra.
1901-ben angol állampolgár lett, aki ekkor már szabadkőművesként és a brit birodalmi liga tagjaként, társadalmi elismertséget szerzett magának. Királfy azonban nem csak ezekkel a népszerű látványosságokkal foglalkozott. Megszervezett több izgalmas, különleges kiállítást is, amelyek közül a legnevezetesebb a francia-brit kiállítás.

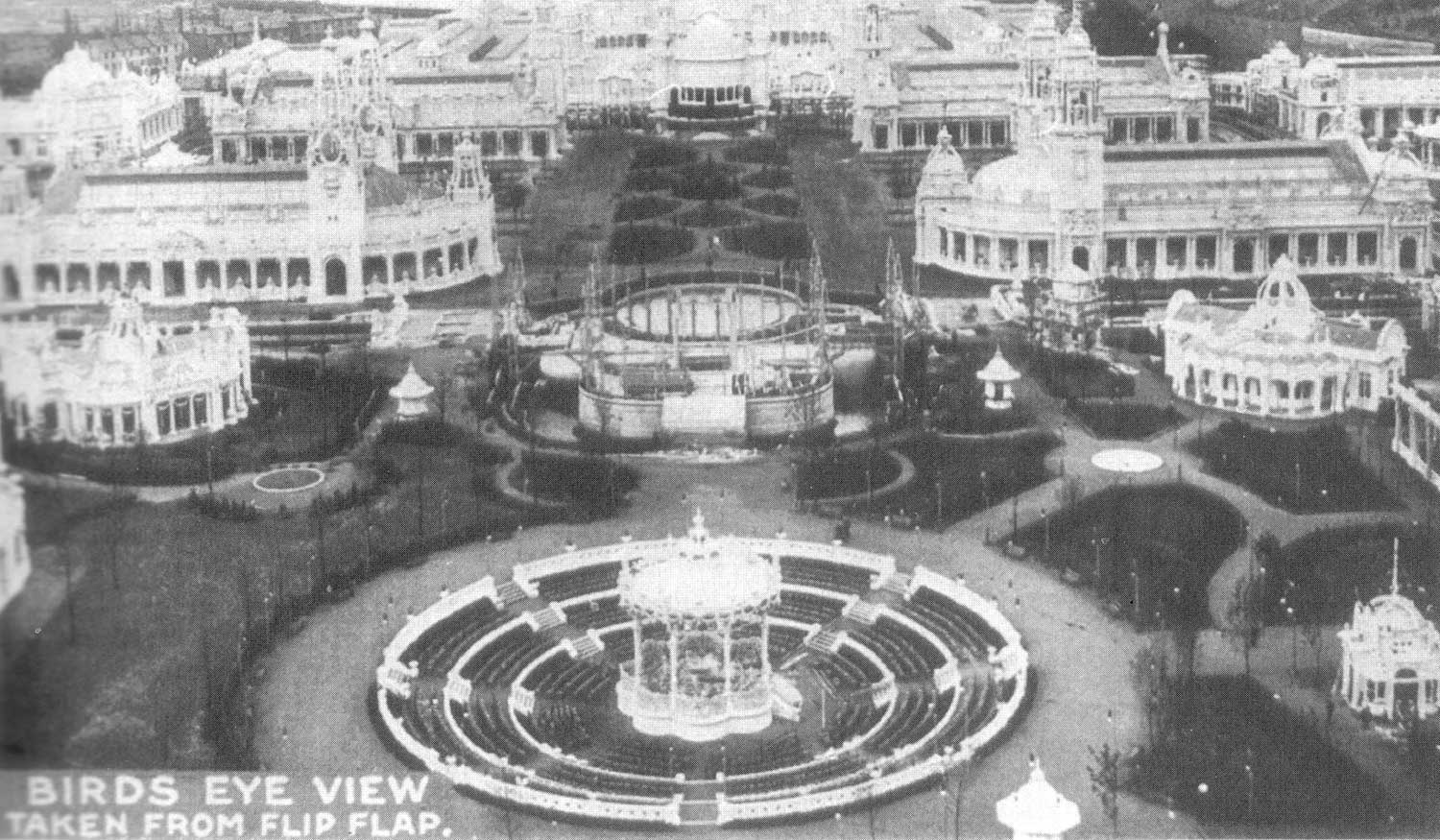
A francia-brit kiállítás részlete (1908)

1906-tól szervezte ezt a meghökkentően látványos kiállítást, amely az antant-szerződés megkötésének alkalmából saját ötlete alapján, komoly állami támogatottsággal bírt. A két állam hatszázezer fontos garanciaalapot hozott létre, az akkor már egyébként is brit állami megbízatással dolgozó Királfynak. Később az Earls Court létesítménye, már nem felelt Kiralfy monumentális elképzeléseinek, hogy a kiállításra Londonban felépítse a Nagy Fehér Várost, (Great White City) ezért új helyszínt keresett London Shepherds Bush környékén.
Királfynak régi nagy álma volt, a palotákból, kupolás épületekből, tornyokból, zöldellő parkokból, festői hidak által behálózott csatornákból álló kiállítás megvalósítása, amelyre még az 1893-as chicagói kiállításon látott White City ihlette. A White City húsz palotából, hét óriás-pavilonból állt és itt épült a valaha volt legnagyobb ipari bemutató csarnok, a Machine Hall is. Fiával együtt tervezte meg az orientális stílusban, túlnyomó részben fehér márványból épült kiállítási komplexumot, amelyet mintegy 570 ezer négyzetméteren 120 000 munkás épített fel.
A kiállítás több mint nyolc millió látogatót vonzott és megtekintette többek között VII. Eduárd brit király és Armand Fallières francia elnök is.
De bármennyire nagy szenzáció volt London Fehér Városa, alig pár évtized után elhagyatott, lepusztult romhalmaz lett, negyven év után a fejlődő város igényeinek megfelelően új funkciókkal töltötték meg. A hajdani kiállító negyedet 1937-ben teljes egészében lebontották. Jelenleg itt található a BBC dokumentumrészlege, s az Egyesült Királyság egyik legnagyobb bevásárlóközpontja. A Királfy-féle Francia-brit kiállítás, helyszínében osztozott, az 1908-ban rendezett első londoni olimpiával is.
Az ő vezetésével épült fel a White City Stadion, amely egészen különleges építészeti megoldásokkal rukkolt ki. Az aréna, amelyet alig 10 hónap alatt húztak fel, magában foglalta az úszómedencét, továbbá a futórész köré épült kerékpárpályát is. A futórész a ma megszokott 400 méteres szabványtól eltérően 536 méteres volt, míg a kerékpárpálya meghaladta a 600 métert. Összesen 70 ezer nézőt tudott befogadni a létesítmény.
Itt az atlétika és a labdarúgás mellett az úszás, kerékpározás, vívás, birkózás és a torna versenyeit is lebonyolíthatták, s amely, jellemzően, egészen a nyolcvanas évek közepéig kifogástalanul szolgálta a sportot, elsősorban is a labdarúgást, mielőtt 1985-ben lebontották.

### Királfy Imre által szervezett londoni kiállítások listája
- 1895 -	Velence Londonban (Venice in London)
- 1895 -	India birodalma (Empire of India)
- 1897 -	Viktoriánus kor (Victorian Era)
- 1898 -	Nemzetközi és Univerzális Kiállítás (International and Universal Exhibition)
- 1899 -	Nagyobb Britannia Kiállítás (Greater Britain Exhibition)
- 1900 -	Katonai Kiállítás (Military Exhibition)
- 1902 -	Párizs Londonban (Paris in London)
- 1904 -	Olasz Kiállítás (Italian Exhibition)
- 1905 -	Nemzetközi Motor Bemutató (International Motor Show)
- 1906 -	Birodalmi Osztrák Kiállítás (Imperial Austrian Exhibition)
- 1907 -	Balkáni Államok Kiállítás (Balkan States Exhibition)
- 1908 -	Francia-brit Kiállítás (Franco-british Exhibition)
- 1910 -	Japán-brit kiállítás (Japan-british Exhibition)
- 1914 -	Angol-amerikai kiállítás (Anglo-american Exposition)

### Halála
Az első világháború kitörése, Királfy cégének végét jelentette. 1919-ben halt meg szívrohamban, és Londonban a Kensal Green temetőben a számára épített mauzóleumban helyezték el. Özvegye 1921-ben elvitette holttestét és elhamvasztatta, majd egy másik mauzóleumban helyezték végső nyugalomra. A számára emelt mauzóleum 1924-ben készült el New Yorkban, amely Long Island-en a Green-Wood temetőben található.

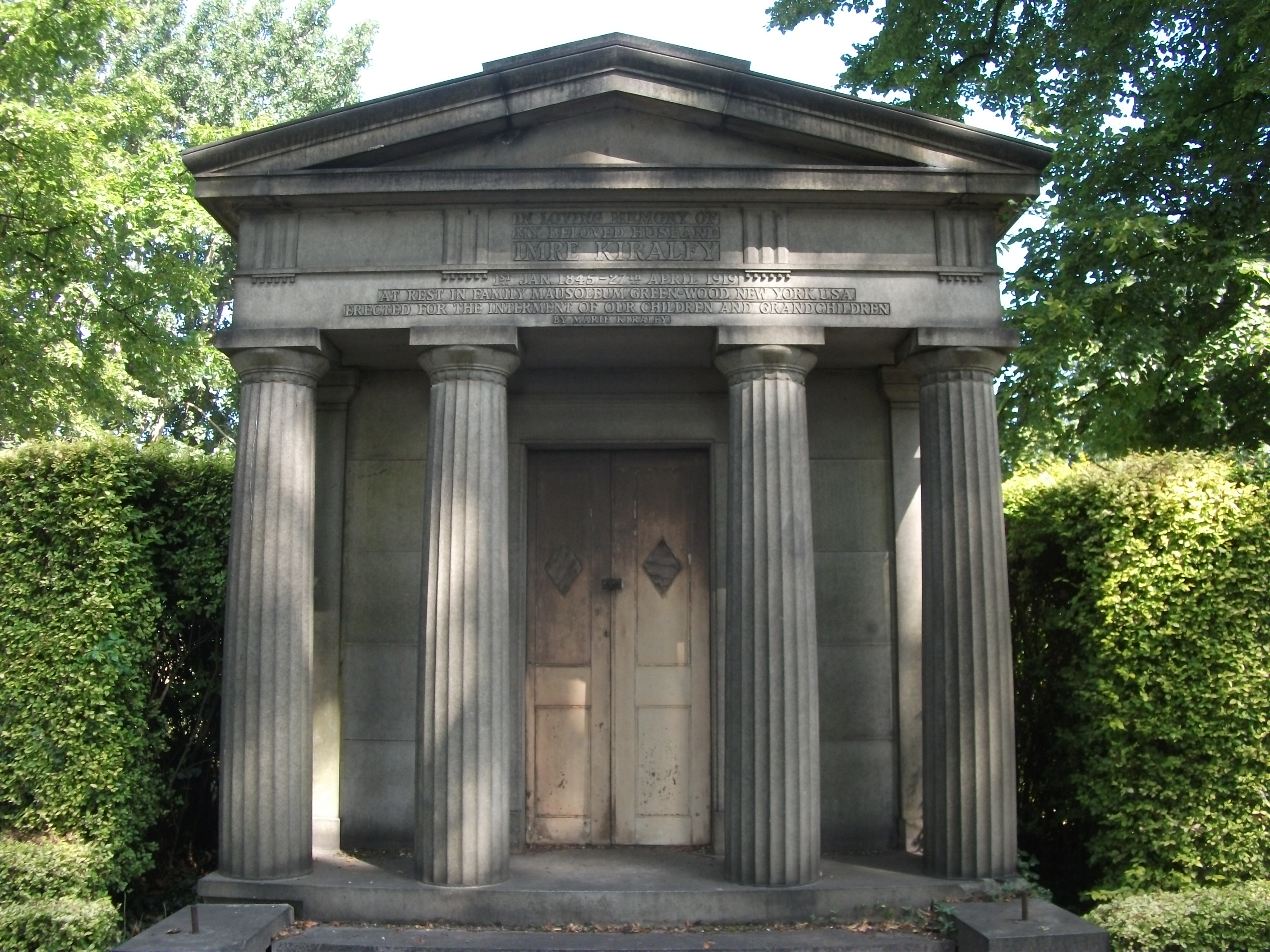
A Királfy Mauzóleum Londonban Kensal Green Cemetery (2012)

## Emlékezete
Utca van róla elnevezve az egyesült államokbeli Pittsburgh-ben. (Kiralfy Avenue – Pittsburgh PA Pennsylvania, USA)

## Érdekesség
Fia, Edgar Kiralfy (1884–1928) mint atléta (100 méteren volt sprinter) tagja volt az Egyesült Államok olimpiai csapatának 1908-ban.